# Eulerse opvoerdruk
De Eulerse opvoerdruk ({\displaystyle \ p_{E}}) bij centrifugaalpompen is het berekende, theoretisch ideale totale drukverschil, dat de pomp kan verwezenlijken. 

## Opvoerdruk of opvoerhoogte
Dikwijls wordt de Eulerse opvoerdruk nog weergeven in meter vloeistof kolom. Als men deze eenheid gebruikt is de waarde onafhankelijk van de soort vloeistof. De dichtheid als enige vloeistofafhankelijke grootheid komt in de formule niet meer voor. Onder andere daardoor, wordt er nog veel gebruikgemaakt van de term Eulerse opvoerhoogte. 
Verband tussen beide: {\displaystyle \ p_{E}=\rho .g.H_{E}}: waarbij {\displaystyle \ H_{E}} de Eulerse opvoerhoogte voorstelt (andere symbolen zie verder)

## Onderstellingen
“Theoretisch ideaal” betekent dat men van de veronderstelling uitgaat dat alle energie die van de waaier naar de vloeistof getransporteerd wordt, gebruikt wordt om dit totale drukverschil te verwezenlijken, en dat alle vloeistofdeeltjes dezelfde ideale kromme (de stroomlijn) doorlopen. In werkelijkheid is dit niet het geval.
Men veronderstelt dus volgende zaken:
- Een oneindig aantal schoepen op de waaier, om alle deeltjes dezelfde baan te laten doorlopen.
- Geen botsingen tussen de vloeistof deeltjes en het schoepen kanaal. Dit is enkel benaderd mogelijk bij één welbepaald debiet.
- Geen  wrijving, waardoor er geen energie omgezet wordt in warmte.

## Verband: opvoerdruk en debiet

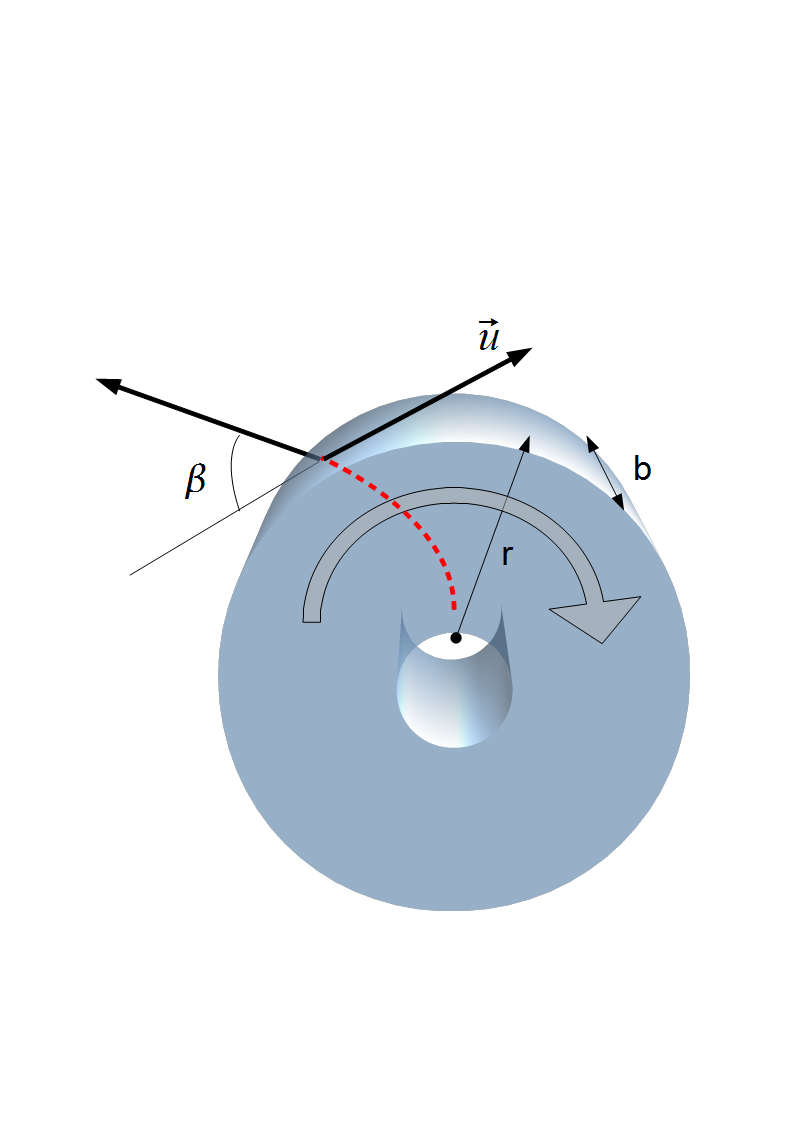
Schematische voorstelling van een waaier met stroomlijn.

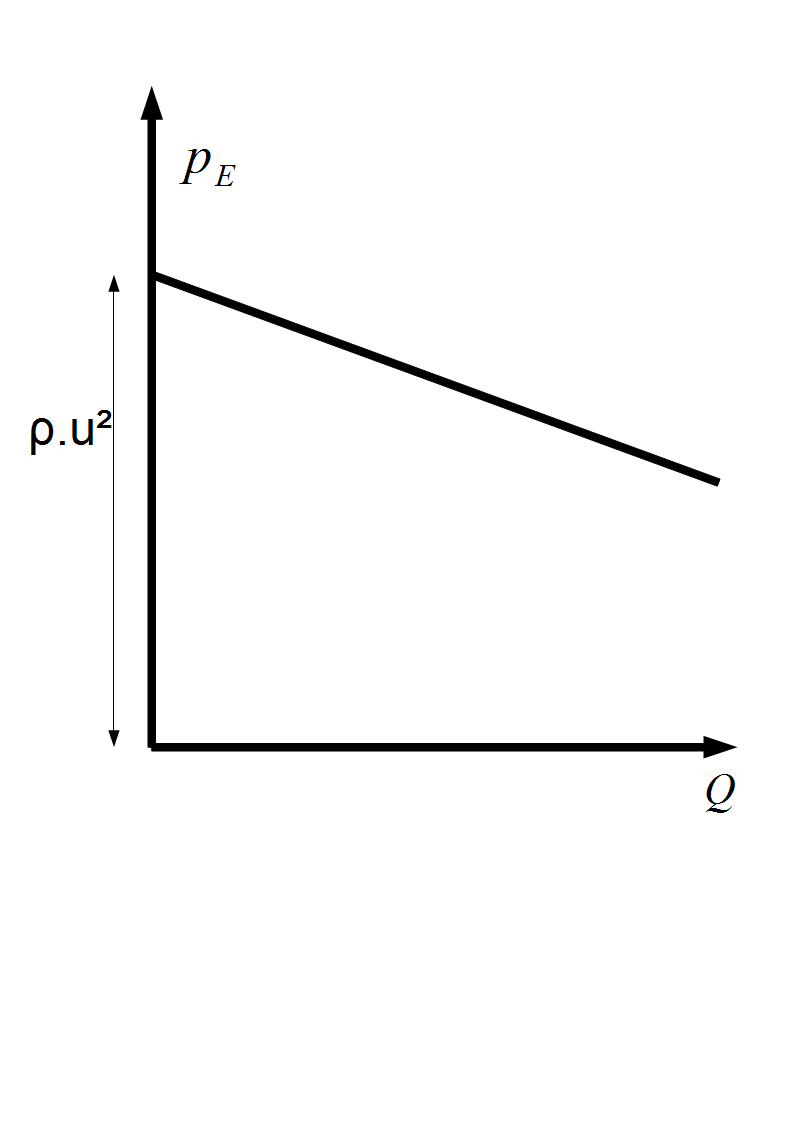
De rechte die het verband weergeeft tussen de Eulerse opvoerdruk en het debiet.

Er kan aangetoond worden dat het verband tussen de Eulerse opvoerdruk en het debiet een rechte  is. Dit is in tegenstelling met volumetrische pompen waar er geen verband is tussen de theoretisch opvoerdruk en het debiet. Uit dit verband kan de pompkarakteristiek afgeleid worden.
{\displaystyle \ p_{E}=\rho .u^{2}-{\frac {u.\rho }{A.tan{\beta }}}.Q}
Waarbij:
- {\displaystyle \ p_{E}}: Eulerse opvoerdruk;
- {\displaystyle \ Q}: Debiet
- {\displaystyle \ \rho }: de dichtheid van de vloeistof.
- {\displaystyle \ u}: de omtreksnelheid van een uiterste punt van de waaier. {\displaystyle \ u=\omega .r} met r: de straal van de waaier en  {\displaystyle \ \omega }: de hoeksnelheid.
- {\displaystyle \ \beta }: de hoek tussen de raaklijn aan de stroomlijn en de buitenomtrek van de waaier
- {\displaystyle \ A}: De doorstroomsectie aan de buitenkant van de waaier. {\displaystyle \ A=2.\pi .r.b} met b: de breedte van de waaier.